# Шитикова Лариса Олександрівна
Лариса Олександрівна Шитикова (нар. 7 травня 1965) — український педагог, вчителька математики Харківської гімназії № 47, Герой України.

## Біографія
Лариса Шитикова народилася 7 травня 1965 року в Харкові. У 1987 році закінчила Харківський національний педагогічний університет імені Григорія Сковороди і здобула спеціальність учителя математики і фізики. Почала трудову діяльність в 1987 році в середній загальноосвітній школі № 47 м. Харкова (нині — гімназія № 47), де працює дотепер. Має кваліфікаційну категорію «спеціаліст вищої категорії», педагогічне звання «учитель-методист».
Її учні беруть активну участь в інтелектуальних змаганнях з математики всіх рівнів і є неодноразовими переможцями і призерами всеукраїнських та міжнародних учнівських олімпіад з математики. Лариса Шитикова відзначена почесними грамотами управління освіти Харківської міської ради, ГУ освіти і науки ХОДА, почесною грамотою Міністерства освіти і науки України, нагрудним знаком «Відмінник освіти України». 2 березня 2009 року присвоєно почесне звання «Заслужений вчитель України». 23 серпня 2011 року указом Президента України Віктора Януковича «за визначний особистий внесок у розвиток вітчизняної освіти, впровадження інноваційних методів навчання, багаторічну плідну педагогічну діяльність» присвоєно звання Герой України з врученням ордена Держави.